# Decorazioni alla bandiera dell'Arma dei Carabinieri

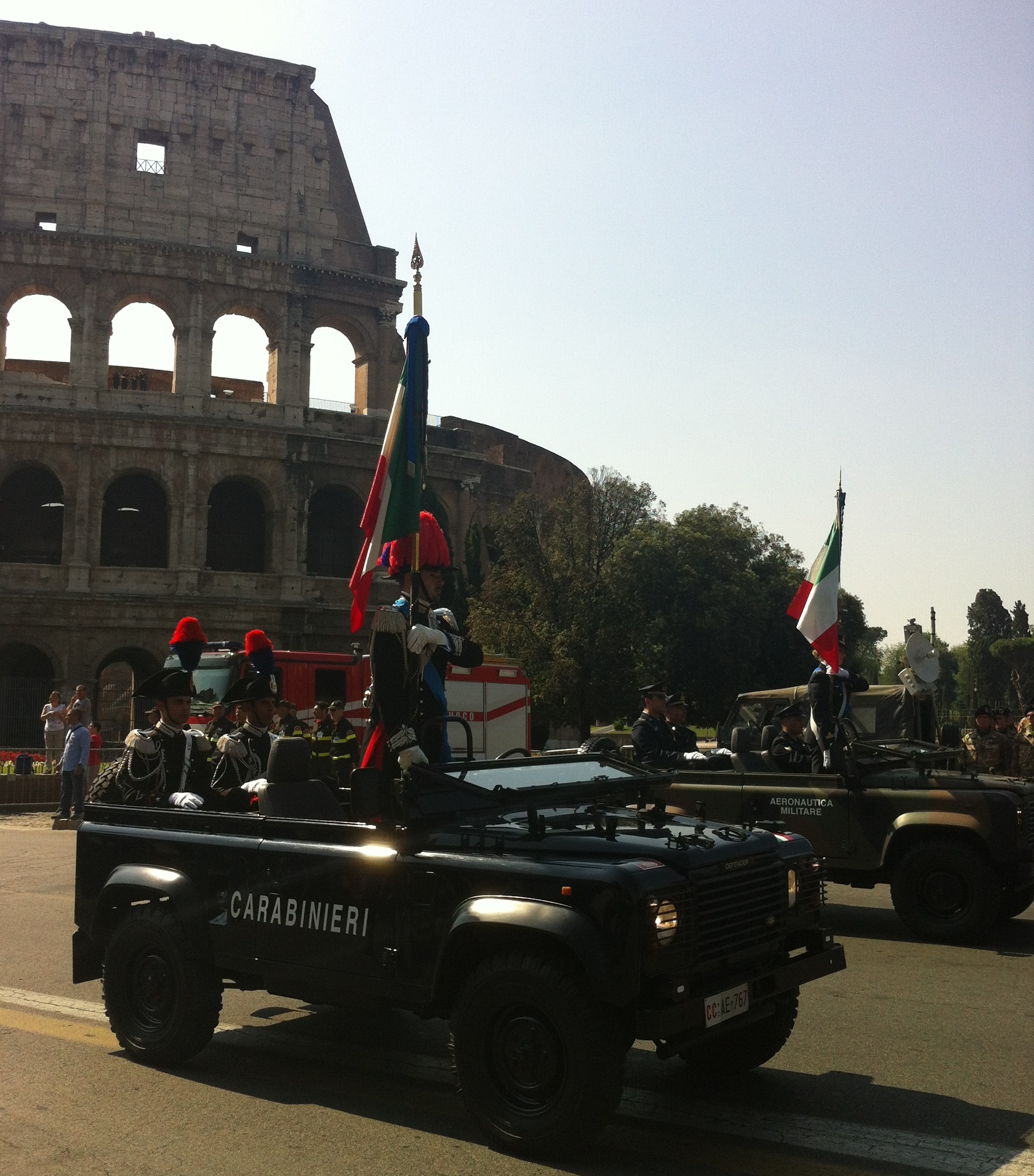
La bandiera di guerra dell'Arma dei Carabinieri alla festa della Repubblica, il 2 giugno 2012

La bandiera di guerra dell'Arma dei Carabinieri è stata concessa come bandiera nazionale alla Legione Allievi Carabinieri con regio decreto-legge del 25 febbraio 1894, da Umberto I di Savoia.
Dal 7 luglio 1932, lo stesso vessillo diventerà la Bandiera di guerra dell'Arma dei Carabinieri.

## Decorazioni alla Bandiera di guerra
La bandiera dell'Arma ha ricevuto numerose decorazioni nel corso della storia:
 7 Croci di Cavaliere dell'Ordine militare d'Italia (di cui 1 già dell'Ordine militare di Savoia)
 3 Medaglie d'oro al valor militare
 5 Medaglie d'argento al valor militare
 4 Medaglie di bronzo al valor militare
 2 Croci di guerra al valor militare
 3 Medaglie d'oro al valore dell'Esercito
 12 Medaglie d'oro al valor civile
 1 Medaglia d'argento al valor civile
 5 Medaglie d'oro al merito civile
 1 Attestato con medaglia di bronzo dorata di eccellenza di I classe di pubblica benemerenza del Dipartimento della Protezione civile
 7 Medaglie d'oro al merito della sanità pubblica
 6 Diplomi di medaglia d'oro ai benemeriti della scuola, della cultura e dell'arte
 2 Diplomi di benemerenza ambientale con medaglia d'oro
 1 Medaglia d'oro di benemerenza per il terremoto calabro-siculo (1908)

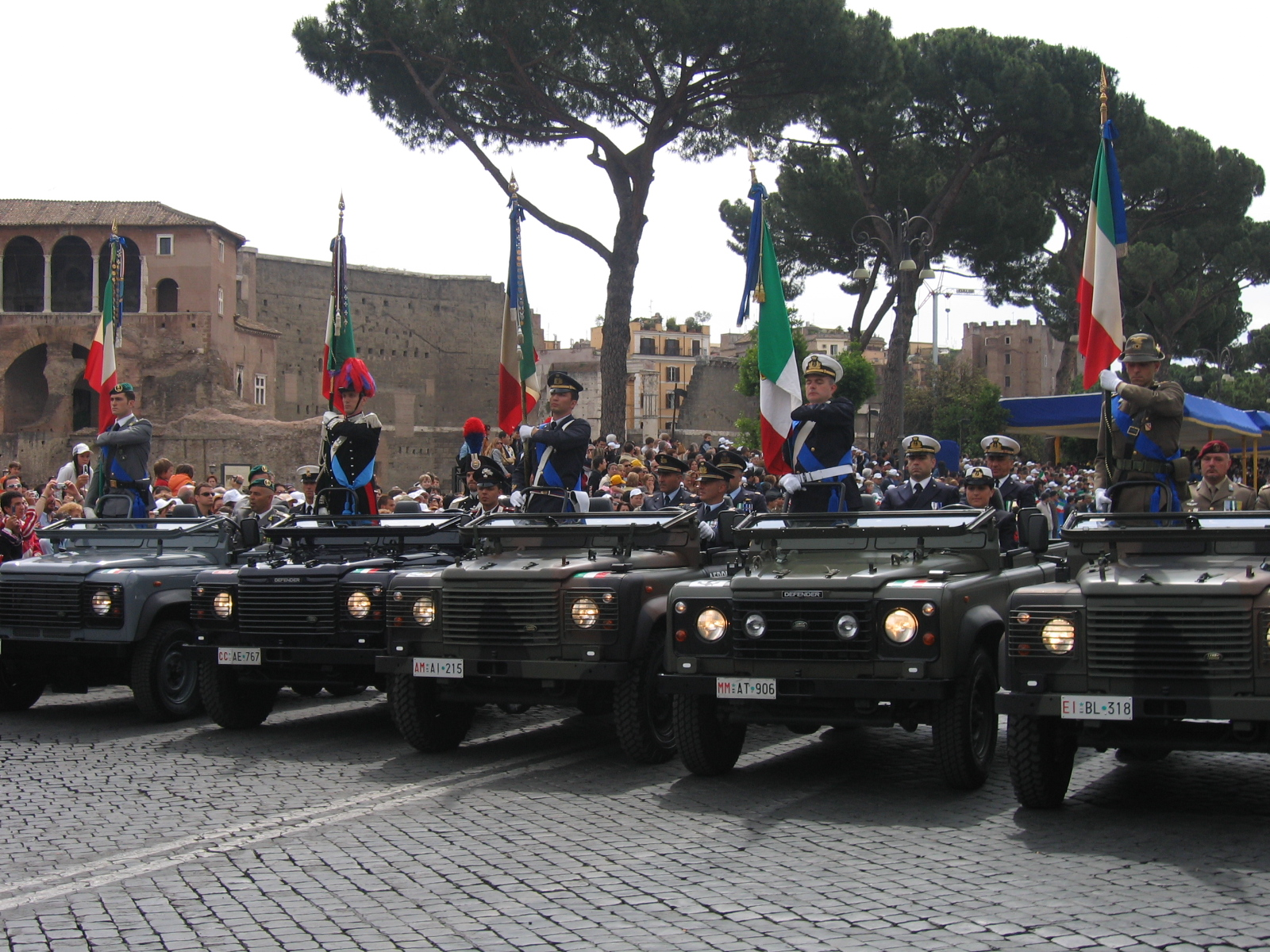
Bandiere di guerra delle forze armate italiane e della Guardia di Finanza in sfilata per la festa della Repubblica del 2006. La bandiera di guerra dell'Arma dei carabinieri è la seconda da sinistra.

### Per il contributo nella Prima guerra mondiale (1915-1918)

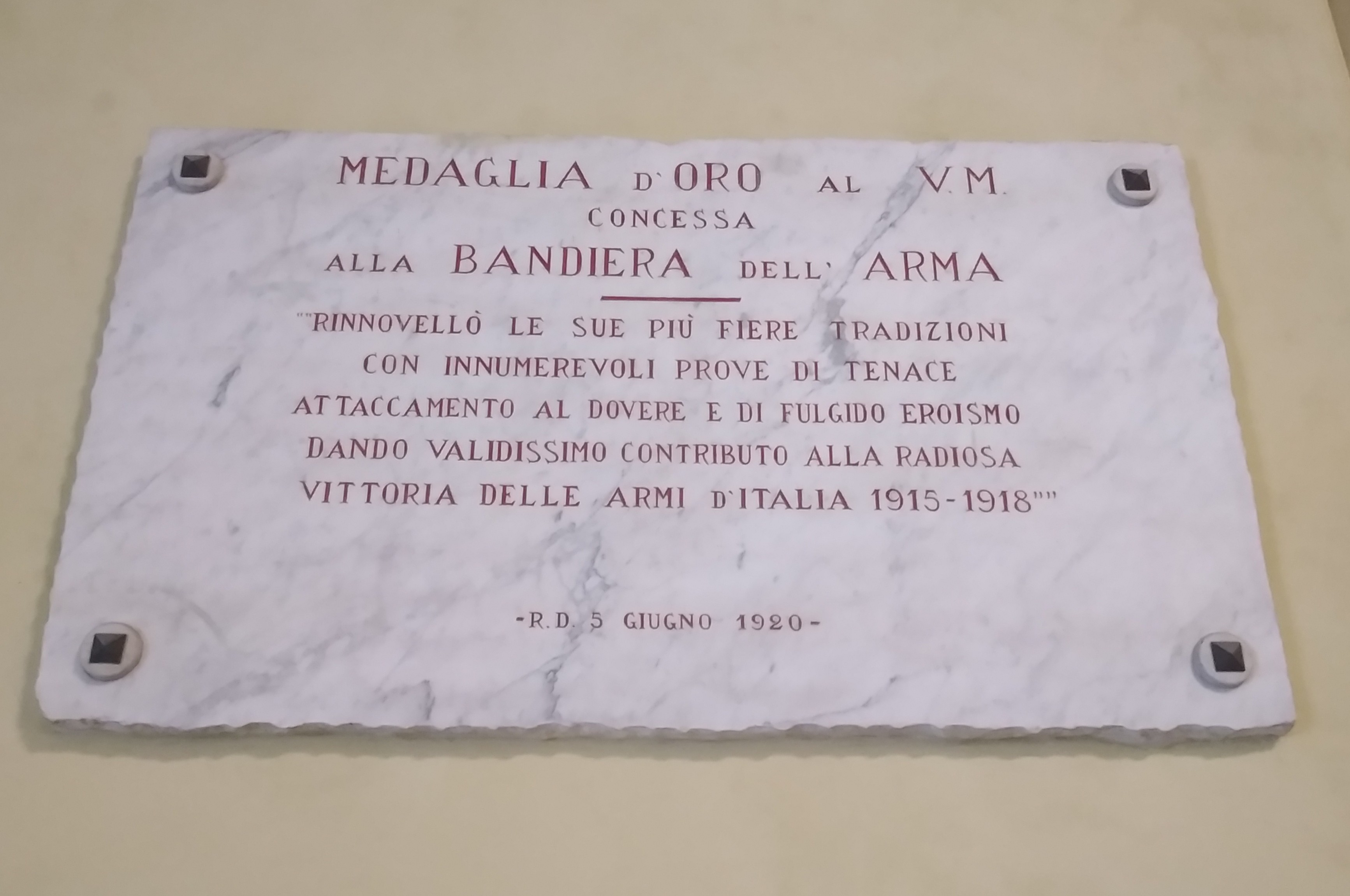
Castello di Moncalieri: lapide commemorativa

### Per l'umana e fraterna opera di soccorso

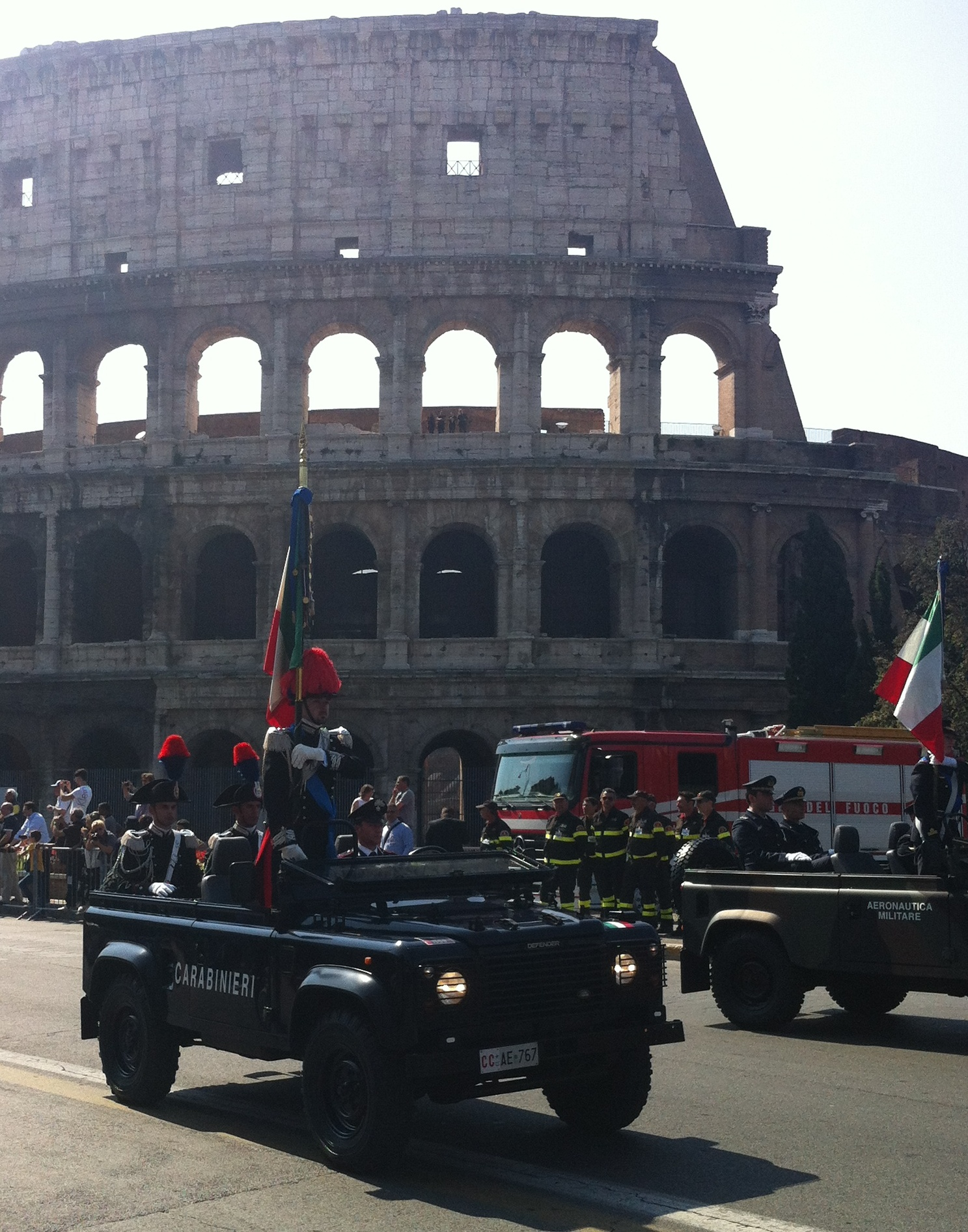
La bandiera di guerra dell'Arma dei carabinieri alla festa della Repubblica, il 2 giugno 2012